# Talbach (Ammer)
Der Talbach  ist ein unter 8 km langer Bach im bayerischen Landkreis Weilheim-Schongau, der nach im Wesentlichen nördlichem Lauf im nördlichen Gemeindegebiet von Rottenbuch von links in die Ammer mündet.

## Geographie

### Verlauf
Der Talbach entfließt unter dem anfänglichen Namen Latschgraben einem Waldmoor nördlich von Wildsteig. Ab einem Zufluss beim Weiler Kreit von Rottenbuch heißt er Talbach und fließt nun in nördlicher Richtung bis zum Ölberger Weiher, den er durchläuft. Bald danach tritt er beim Weiler Waldhütte in das Schluchtsystem der Ammer ein. Im unteren Bereich und bis zur Mündung in die Ammer ist der Bachverlauf ein Teil des Naturschutzgebietes Ammertal im Bereich der Ammerleite und Talbachhänge.

### Zuflüsse und Seen
Liste direkter Zuflüsse, von der Quelle zur Mündung. Auswahl.
- Durchfließt den  Ölberger Weiher, auf 788 m ü. NHN bei Rottenbuch-Ölberg
- Gäßelebach, von links und Südwesten auf etwa 725 m ü. NHN bei Rottenbuch-Hausgorl
- (Bach vom Eschenbühl), von links und Westen auf etwa 704 m ü. NHN bei Rottenbuch-Melcherle
- Fallbach, von links und Westsüdwesten auf etwa 680 m ü. NHN bei Rottenbuch-Deschler